# Estádio da Cidade da Educação
O Estádio da Cidade da Educação é um dos estádios construídos no Catar, para a Copa do Mundo FIFA de 2022. O estádio está localizado em Doha, capital do país, e tem uma capacidade para 44.667 espectadores.
O estádio possui 20% de seus materiais de construção identificados como verdes, tornando-o um dos estádios mais ambientalmente sustentáveis do mundo. Em maio de 2019, ele recebeu GSAS de cinco estrelas.

## Copa do Mundo de Clubes da FIFA de 2019
O estádio sediaria as seguintes partidas da Copa do Mundo de Clubes da FIFA de 2019, mas não foi entregue a tempo da competição. Com isso, elas foram remarcadas para o Estádio Internacional Khalifa.
| Data           | Hora  | 1ª equipe | Placar    | 2ª equipe | Fase                      | Público |
| -------------- | ----- | --------- | --------- | --------- | ------------------------- | ------- |
| 18 de dezembro | 20:30 | Monterrey | 1–2       | Liverpool | Semifinal                 |         |
| 21 de dezembro | 17:30 | Monterrey | 2(4)–(3)2 | Al-Hilal  | Disputa do terceiro lugar |         |
| 21 de dezembro | 20:30 | Liverpool | 1–0       | Flamengo  | Final                     |         |

## Copa do Mundo de Clubes da FIFA de 2020
O estádio foi o principal local de partidas da competição, sediando 4 partidas do evento. Sendo essas partidas a seguir:
| Data            | Hora  | 1° Equipe         | Placar    | 2° Equipe   | Fase                | Público |
| --------------- | ----- | ----------------- | --------- | ----------- | ------------------- | ------- |
| 4 de fevereiro  | 20:30 | Al-Duhail         | 0-1       | Al-Ahly     | Quartas de Final    |         |
| 7 de fevereiro  | 21:00 | Palmeiras         | 0-1       | Tigres UANL | SemiFinal           |         |
| 11 de fevereiro | 18:00 | Al-Ahly           | 0(3)-(2)0 | Palmeiras   | Disputa do 3° Lugar |         |
| 11 de fevereiro | 21:00 | Bayern de Munique | 1-0       | Tigres UANL | Final               |         |

## Copa do Mundo FIFA de 2022
O estádio sediará alguns jogos da competição, incluindo uma das quartas de final.
| Data           | Hora (UTC+3) | 1ª equipe     | Placar        | 2ª equipe      | Fase             | Público |
| -------------- | ------------ | ------------- | ------------- | -------------- | ---------------- | ------- |
| 22 de novembro | 16:00        | Dinamarca     | 0 – 0         | Tunísia        | Grupo D          | 42.925  |
| 24 de novembro | 16:00        | Uruguai       | 0 – 0         | Coreia do Sul  | Grupo H          | 41.663  |
| 26 de novembro | 16:00        | Polónia       | 2 – 0         | Arábia Saudita | Grupo C          | 44.259  |
| 28 de novembro | 16:00        | Coreia do Sul | 2 – 3         | Gana           | Grupo H          | 43.983  |
| 30 de novembro | 18:00        | Tunísia       | 1 – 0         | França         | Grupo D          | 43.627  |
| 2 de dezembro  | 18:00        | Coreia do Sul | 2 – 1         | Portugal       | Grupo H          | 44.097  |
| 6 de dezembro  | 18:00        | Marrocos      | 0 (3) – (0) 0 | Espanha        | Oitavas de final | 44.667  |
| 9 de dezembro  | 18:00        | Croácia       | 1 (4) – (2) 1 | Brasil         | Quartas de final | 43.893  |